# Rosengeranium
Rosengeranium (Pelargonium graveolens), även omnämnd som doktor Westerlunds (hälso)blomma och (doft)geranium, är en flerårig växtart inom familjen näveväxter. Den odlas i Sverige som krukväxt. Namnet rosengeranium används även om några närstående arter.

## Biologi

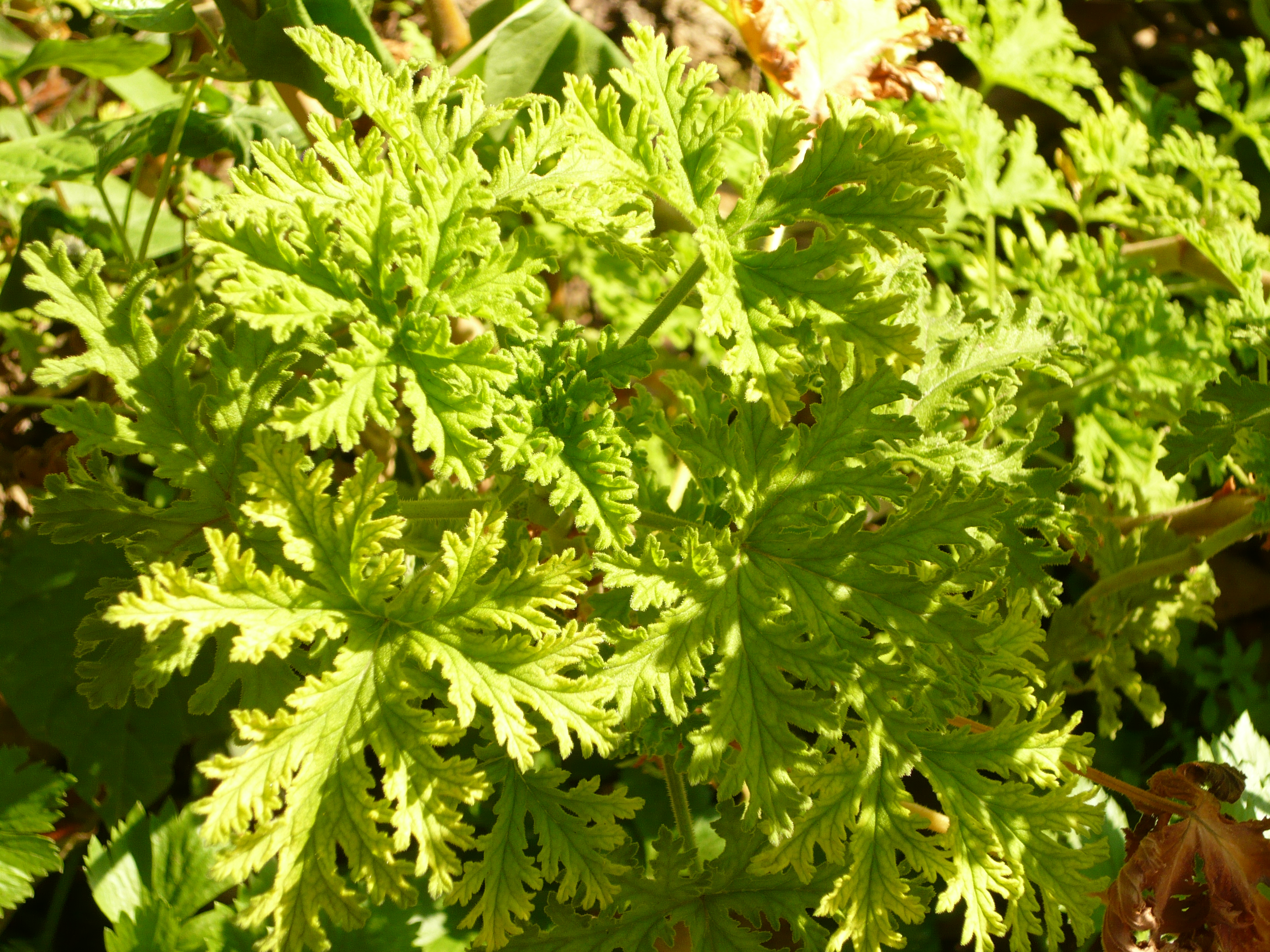
De typiska, starkt doftande, bladen hos en rosengeranium.

Rosengeranium är en starkväxande halvbuske till buske. Som vildväxande är den en 30–60 cm hög och väl förgrenad ört. De starkt aromatiska bladen är tandade och djupt flikiga. Blomningen sker från juni till oktober, och små och violetta-ljusröda blommorna sitter i en mindre flock.
Bladen är gröna med något invikta bladkanter, cirka 4 x 6 cm. Blomställningar med 5-10 blommor. Blommor till 1,5 cm i diameter, rosa till blekt purpurrosa, de övre kronbladen med mörkt purpurrosa nerver. Ståndarna bär vanligen inget pollen.
Växten härstammar från Sydafrika. Arten är en hybrid, troligen mellan arterna bollpelargon (P. capitatum) och läkepelargon (P. radens).

## Odling
Den odlade varianten av arten förekommer som krukväxt. Det finns flera kloner i odling, med något varierande karaktär. Som odlad kan den bli 150 cm stor, med mint- till rosdoft. Rosengeranium kan förökas via frön från dess blommor, men förökas vanligtvis genom sticklingar för att bibehålla samma genom.

## Användning
Bladen kan ätas och användas som smaksättning i till exempel sockerkaka.
Man kan destillera bladen på en rosengeranium och därmed utvinna geraniumolja som kan ersätta den mycket dyrare rosenoljan. Oljan används också som smaksättare i läskedrycker, spritdrycker och livsmedel. Bladen kan användas som te och till kryddsmör. Även desserter kan smaksättas med rosengeranium.
De största producenterna av geraniumolja är Kina, Réunion och Egypten.
Inom folkmedicinen har rosengeranium använts mot eksem, acne, sår, insektsbett och brännskador. Geraniumolja har använts mot diarré och magkatarr och i urindrivande syfte.

## Sorter
Olika kloner och hybrider som fått sortnamn brukar samlas under doftpelargon-gruppen. 
- 'Graveolens'  – den mest kända sorten som är den ursprungliga klonen från Frankrike. Den fick sitt namn av L'Herit 1792 och är även känd som ”Doktor Westerlunds hälsoblomma”. Det svenska namnet kommer från läkaren Ernst Westerlund (1839-1924), ”Enköpingsdoktorn”, som hävdade att dess doft renade ohälsosam inomhusluft och därmed kunde hålla sjukdomar borta. Han ansåg därför att denna blomma borde finnas i varje hem.[4]
- 'Lady Plymouth' – i allt lik 'Graveolens' men har gräddvita bladkanter.
- 'Little Gem'  – mer kompakt växtsätt och med större blommor än Graveolens.
- 'Radula'  – bladen är mer finfördelade, blommorna har starkare rosdoft.
- 'Rosé'  – sort som odlas på ön Reunion för framställning av geraniumolja.

## Namn
Växten har många lokala svenska namn. Några är doftgeranium, doktor Westerlunds hälsoblomma, fattigmansparfym, fattigstugefes, knektafes, kärringgott, luktbladsträd och gubben Westerlund.

### Vetenskapliga synonymer
- Pelargonium intermedium R.Knuth
- Pelargonium radula var. roseum nom. inval.
- Pelargonium roseum nom. inval.